# Deutscher Reichsanzeiger

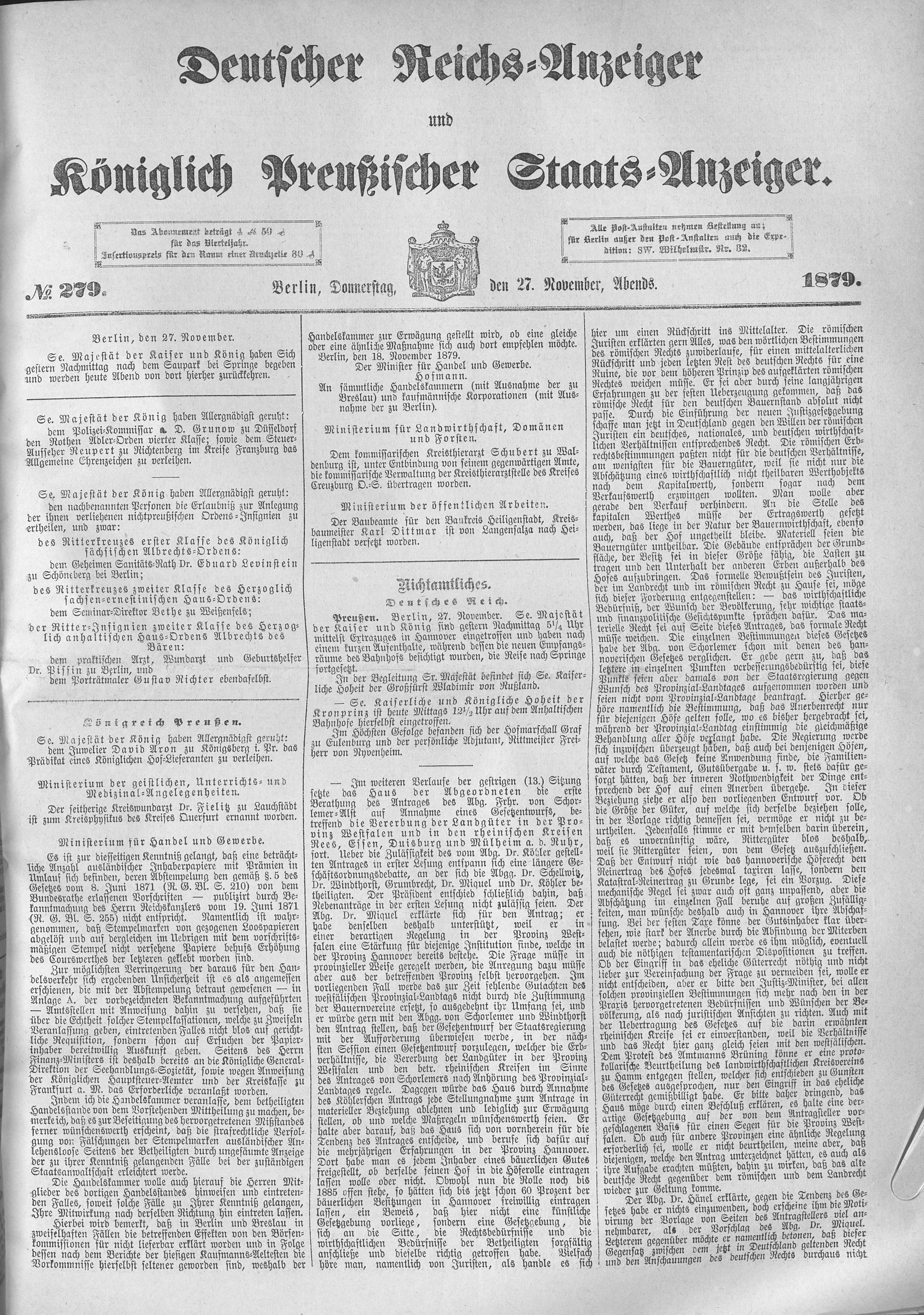
Ausgabe vom 27. November 1879

Der Deutsche Reichsanzeiger war die amtliche Zeitung des Deutschen Reichs, in der Personalangelegenheiten und Verwaltungsverordnungen des Reiches sowie auch kurze Berichte aus der Arbeit des Reichstags veröffentlicht wurden. Ab 1875 wurden nach § 6 des Gesetzes über Markenschutz auch erstmals eingetragene Warenzeichen veröffentlicht. Er erschien täglich außer an Sonn- und Feiertagen.

## Beschreibung
Der Reichsanzeiger übernahm die Funktion des bereits seit Januar 1819 unter dem Titel Allgemeine Preußische Staats-Zeitung erscheinenden Verkündungsblatts. Zwischen 1. Juli 1843 und 1. Mai 1848 hieß es Allgemeine Preußische Zeitung, seit 1. Mai 1848 Allgemeiner Preußischer Staats-Anzeiger, seit 1. Juli 1851 Königlich Preußischer Staats-Anzeiger. Nach der Reichsgründung wurde unter Verzicht auf ein besonderes Anzeigenblatt der Reichsbehörden ab 4. Mai 1871 der kombinierte Name Deutscher Reichs-Anzeiger und Königlich Preußischer Staats-Anzeiger verwendet, umgangssprachlich kurz Reichs- und Staats-Anzeiger genannt, und in „republikanischer“ Fassung von Mitte November 1918 bis zum 14. April 1945 wurde er als Deutscher Reichsanzeiger und preußischer Staatsanzeiger bezeichnet. Ab 1927 war Fritz Corsing, Ministerialrat im Preußischen Staatsministerium, Kurator der Zeitung. Ab 1933 war der Ministerialdirektor im Preußischen Staatsministerium Max Bergbohm Kurator der Zeitung. In der Bundesrepublik Deutschland erfüllt die Aufgaben des Reichsanzeigers der Bundesanzeiger.

## Ausgewählte Inhalte

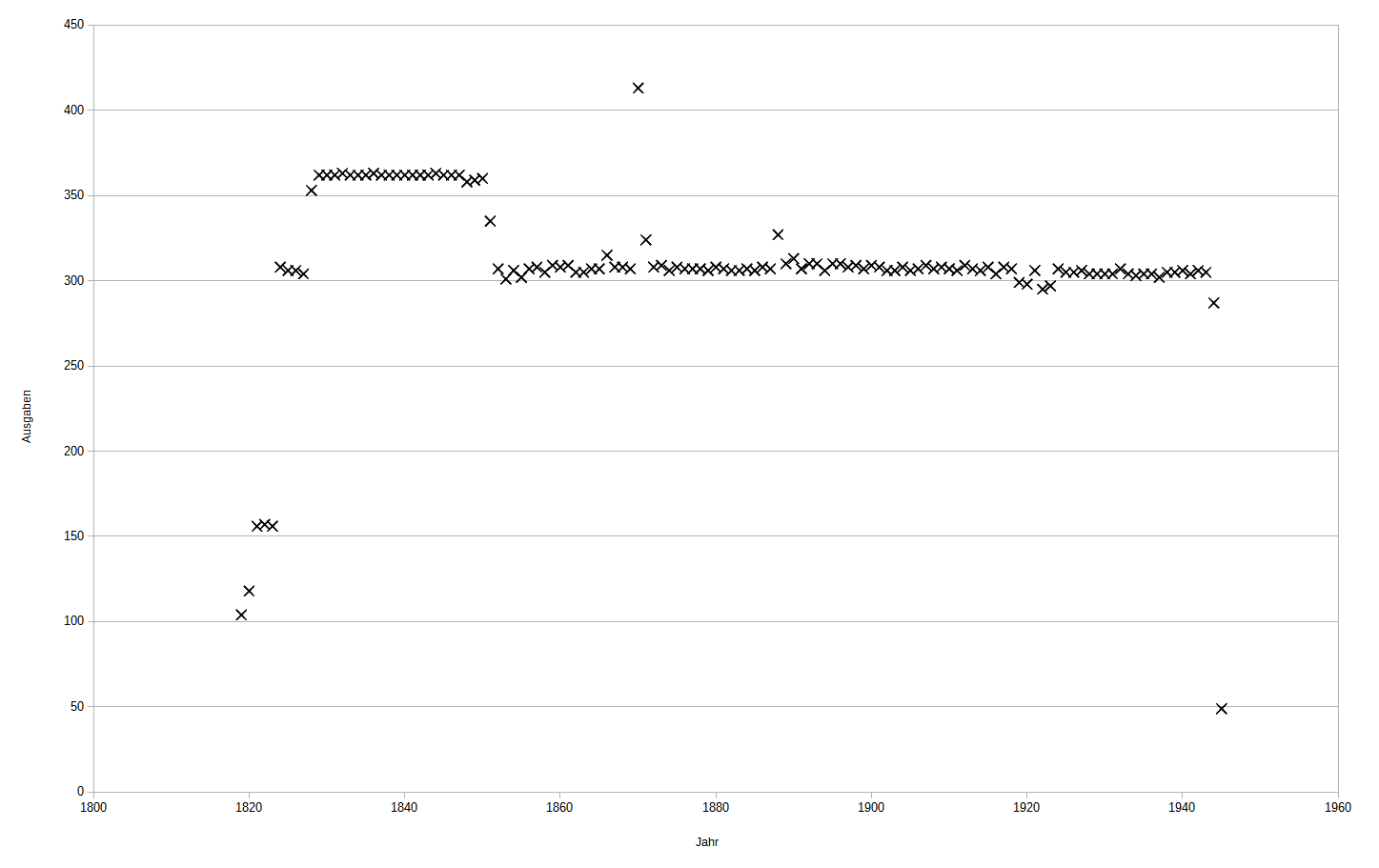
Ausgaben nach Jahr (1819–1945)

Im Reichsanzeiger wurden die Verlustlisten des Ersten Weltkriegs veröffentlicht.
Die Beilagen des Zentral-Handelsregisters für das Deutsche Reich führen neben Handelsregistereintragungen auch Patent- und Gebrauchsmusteranmeldungen sowie Konkursbekanntmachungen auf.
Zur Zeit des Nationalsozialismus wurden auch 359 Ausbürgerungslisten, mit 39.006 gelisteten Personen, veröffentlicht.
Der nicht-amtliche Teil enthielt vielfältige Berichte zu Kunst und Kultur, aus Wissenschaft und Technik, Nachrichten aus der ganzen Welt, Fahrpläne von Schiffen und Eisenbahnen, Preise für Agrargüter und Rohstoffe, den Wetterbericht und vieles mehr. Darunter sind auch zahlreiche Agenturmeldungen von Wolffs Telegraphischem Bureau, meist mit W. T. B. gekennzeichnet.

## Digitale Edition
Vermutlich zwischen 1981 und 1985 wurde der Deutsche Reichsanzeiger einschließlich seiner Vorgängerzeitungen, also der gesamte Erscheinungszeitraum 1819–1945, auf Mikrofilm verfilmt. 2014 ließ die Universität Mannheim diese Mikrofilme für ein rechtshistorisches Forschungsprojekt digitalisieren und übergab 2015 die Digitalisate an die Universitätsbibliothek. So konnte dort im gleichen Jahr eine erste provisorische digitale Ausgabe online gehen. 2017 gelang es erstmals, für die rund 700000 Seiten mit Hilfe der OCR-Software Tesseract durchsuchbaren Text zu erzeugen. Der Umfang der Digitalausgabe und die Tatsache, dass die meisten Seiten in Frakturschrift gedruckt waren, stellten dabei eine große Herausforderung dar. Daher engagiert sich die Universitätsbibliothek seit dieser Zeit bei der Weiterentwicklung von Tesseract. Insbesondere wurden dort spezielle OCR-Modelle für historische Zeitungen trainiert, die auch von anderen Bibliotheken nachgenutzt werden. 2019–2024 konnte die provisorische digitale Ausgabe des Deutschen Reichsanzeigers dank der Förderung durch die Deutsche Forschungsgemeinschaft durch eine wesentlich verbesserte Ausgabe, die auch über das Deutsche Zeitungsportal zugänglich ist, ergänzt werden.